# Transport est-ouest rouennais
« TEOR » redirige ici.  Pour la commune en Italie, voir Teor.
Le Transport est-ouest rouennais (TEOR) est un réseau de transport collectif circulant dans la ville de Rouen et dans son agglomération. Il fait partie de l'offre commerciale du réseau Astuce.
Issu d'un projet principalement porté par Yvon Robert au cours de son premier mandat à la mairie de Rouen (1995-2001), ce réseau est composé de bus à haut niveau de service. Chacun d'entre eux bénéficie d'une voie réservée sur environ 60 % du parcours. Cette spécificité  permet au véhicule de ne pas être mélangé à la circulation routière afin de favoriser une régularité de passage moins sujette aux perturbations.
Les lignes T1, T2 et T3 desservent une zone commune s'étendant sur onze arrêts (environ quatre kilomètres) en centre-ville de Rouen, tandis que la ligne T4 dessert un axe nord-sud en correspondance avec les trois autres lignes aux stations Belges et CHU Charles Nicolle.

## Histoire du projet

### Avant l'inauguration

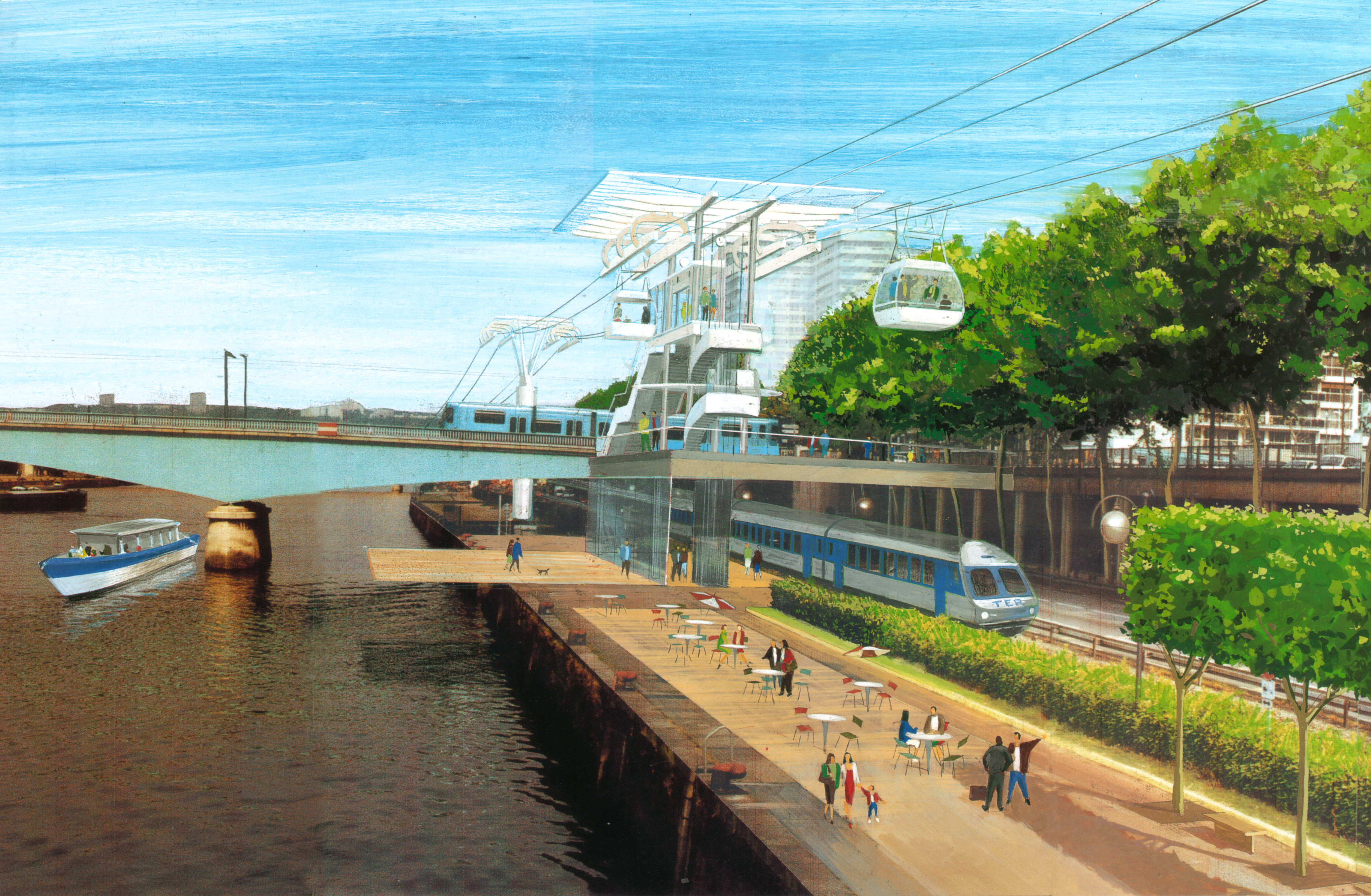
Illustration du projet de « télébus », finalement abandonné en 1997.

- 1996 : lancement d'une étude pour la réalisation d'un axe est-ouest en complément du métro qui forme un axe nord-sud. Yvon Robert, initiateur du projet, parle alors d'un « télébus » (téléphérique urbain). L'appel d'offres qui s'ensuit débouche sur 4 propositions : 2 en tramway fer, 1 en tramway pneu, et le dernier par un transport par câble.
- 1er décembre 1997 : le conseil de la Communauté de l'agglomération rouennaise décide de construire le système TEOR en lieu et place d'une seconde phase de tramway jugée trop coûteuse[3]. L'idée du téléphérique est abandonnée et l’autobus articulé à guidage optique est sélectionné.
- Juillet-août 1999 : le TEOR est déclaré d'utilité publique. Début des travaux des lignes T2 et T3.
- Novembre 1999 : signature du marché du matériel roulant.
- 12 février 2001[4] : inauguration des lignes T2 et T3 et du pôle d'échanges du Mont Riboudet après de longs retards dans l'évolution des travaux. Ce réseau de bus nouvelle génération, avec système de guidage et d'accostage optique relie le centre-ville de Rouen aux communes environnantes de son agglomération.

### Depuis l'inauguration
- Avril 2002 : la ligne T1 rejoint l'infrastructure TEOR sur le trajet entre le campus de Mont-Saint-Aignan et le Théâtre des Arts (portion ouest).
- Juin 2002 : prolongement du T1 du Théâtre des Arts au CHU Charles Nicolle (portion est).
  - En parallèle et bien moins médiatisé, est inaugurée LISOR, une ligne circulant également en partie en site propre entre Le Grand-Quevilly et Grand-Couronne. LISOR deviendra une ligne ordinaire (la ligne 6) des bus gérés par TCAR à la suite de la restructuration du réseau en 2007.
- 8 janvier 2007 : prolongement des lignes T2 et T3 jusqu'aux hauts de Rouen : Bihorel et Darnétal (portions est). Les 3 lignes TEOR à haut niveau de service constituent désormais un axe est-ouest sur la rive droite de la Seine.
- Mai 2008 : mise en place du système d'aide à l'exploitation et à l'information voyageurs (SAEIV) dans les véhicules circulant sur le réseau TEOR. Il s'agit d'afficheurs lumineux d'informations en temps réel indiquant le temps avant d'atteindre le terminus, les prochains arrêts, ou des informations sur les perturbations sur le réseau.
- Juillet 2008 : à l'occasion de l'Armada, TCAR met en place la ligne T4, une ligne temporaire affectée à la desserte des quais. D'autre part, les trois autres lignes TEOR ainsi que les deux lignes de métro sont en circulation jusqu'à 2 h du matin.
- Septembre 2008 : prolongement du T1 jusqu'à Boulingrin, terminus des deux lignes de métro. Cette extension remplace le projet de prolonger le métro au CHU Charles Nicolle tout d'abord à des fins expérimentales jusqu'en juin 2009 puis maintenu jusqu'à août 2016.
- 19 décembre 2008 : inauguration de l'arrêt Cathédrale par Laurent Fabius (président de la Communauté de l'agglomération rouennaise), en compagnie de Valérie Fourneyron, députée-maire de Rouen et Patrice Dupray, vice-président du Conseil régional de Haute-Normandie chargé des transports et des infrastructures. Cette station, conçue par Jean-Pierre Vaysse et Alain Crenon, marque la fin des aménagements de l'infrastructure à Rouen.
- Septembre 2012 : mise en service de 37 Irisbus Crealis Neo 18 en remplacement de 38 Renault Agora L.
- 25 mai 2019 : la ligne T4 rejoint l'infrastructure TEOR sur le trajet entre Boulingrin à Rouen et Zénith - Parc Expo au Grand-Quevilly.
- septembre 2020 : la gratuite hebdomadaire des transports de l'agglomération pour chaque samedi entre en vigueur.
- 2020-2021 : travaux de prolongement de la ligne T4 jusqu'au CHU de Rouen.
- 8 mars 2021 : à l'occasion de la Journée mondiale des Droits des Femmes, le réseau Astuce a créé le service de « Descente à la demande » à partir de 22 h sur les lignes TEOR, FAST et Noctambus ( Hors centre ville de Rouen).
- 29 août 2022 : prolongement de la ligne T4 de Boulingrin à CHU Charles Nicolle, ce qui crée une nouvelle correspondance avec les trois autres lignes.
- 1er septembre 2023 : prolongement de la ligne T4 de CHU Charles Nicolle à Marie Curie - MTC, en passant par le Campus Santé.
- Le projet du ligne T5 est en cours, une liaison expresse qui reliera en transversalité le plateau nord du territoire, depuis Mont-aux-Malades, en passant par la cité universitaire de Mont Saint Aignan, les quartiers Luciline et Flaubert jusqu’à la nouvelle gare Saint-Sever[5].

### Controverses autour du projet
TEOR a été un projet qui a été contesté en raison de son coût et d'abandons successifs.
- 1995 : Yvon Robert parle de « télébus » dans son nouveau projet de ligne est ouest LEO.
- 1998 : pour des raisons de coûts (environ 1 milliard de francs), le projet LEO est abandonné au profit d'un nouveau projet de bus à haut niveau de service, TEOR.
- Novembre 1999 : abandon de la desserte directe des Hauts de Rouen et de Bonsecours.
- Mai 2000 : report des travaux entre le boulevard des Belges et Martainville (quartier de Rouen) ainsi que les aménagements à Darnétal. Les travaux reprendront quelque temps après.
- 2000 : à la suite de sondages de terrain trop tardifs en bas de l'avenue Pasteur, les travaux sont arrêtés. Le terrain est pollué par des hydrocarbures. Les travaux de dé-pollution s'ajoutent à la facture.
- 2000 : acquisition du terrain du Mont-Riboudet pour 2,7 millions de francs (prévue, à la base, pour 1,5 million de francs).

En théorie (dans la déclaration d'utilité publique), le coût du matériel roulant était estimé à 150 millions de francs (bus articulés et équipements de l'atelier-dépôt). La commande finale à Irisbus a atteint les 193 millions de francs.

### Financement

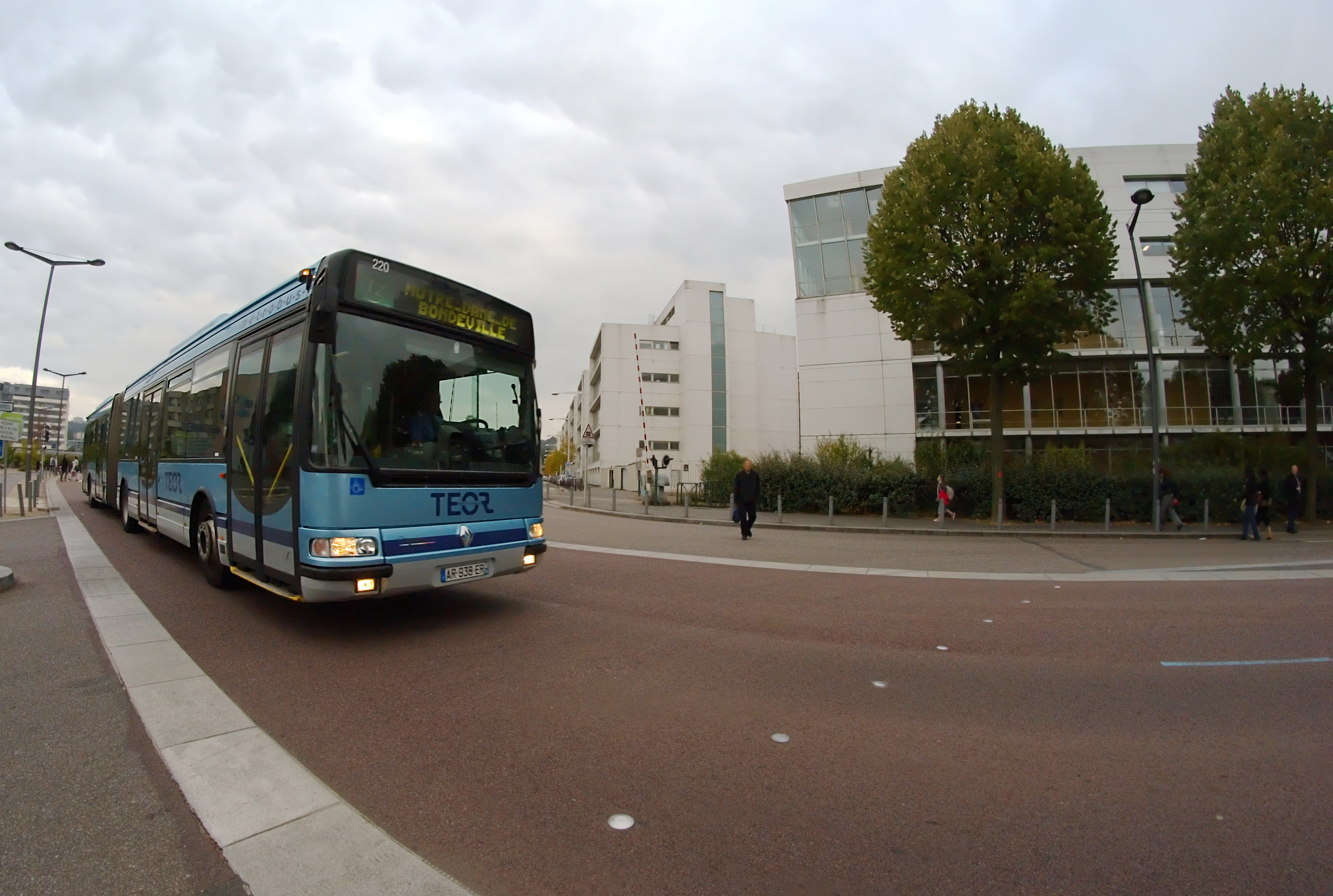
Bus de la ligne T2 arrivant à l'arrêt Martainville (ancienne sérigraphie).

Chiffres exprimés en millions d'euros, hors taxes.
- Montant total de l'opération TEOR (T1/T2/T3) : 208,8
- Montant de l'achat du matériel roulant : 29,5
- Construction du pôle d'échanges du Mont-Riboudet : 9,4

Total des subventions : 80,9
- FEDER : 9,9
- État : 29,8
- Région Haute-Normandie : 18,6
- Département Seine-Maritime : 18,6
- Municipalités : 18,6
  - Rouen : 2,8
  - Déville-lès-Rouen : 0,46
  - Mont-Saint-Aignan : 0,39
  - Maromme : 0,15
  - Darnétal : 0,03
  - Notre-Dame-de-Bondeville : 0,09
- Montant utilisé pour la construction de la ligne T4 : 88[8]

## Exploitation

### Horaires d'ouverture et fréquences
Le réseau TEOR circule tous les jours de l'année dès 4 h 50 (sauf les dimanches et jours de fêtes, concernés par des horaires particuliers). Seule la ligne T1 est concernée par des horaires de nuit, puisque le dernier véhicule part aux alentours de 1 h 45 du matin pour un service s'achevant vers 2 h 30.
En semaine, la circulation du TEOR commence avec le premier départ du T2 vers 4 h 30. Suivent le T3 qui commence son parcours à 4 h 50, le T1 qui part à 5 h 30 et le T4 qui transporte ses premiers voyageurs aux environs de 5 h 40.
Les samedis, dimanches et jours fériés font l'objet d'horaires aménagés.
En heure de pointe, il passe un bus environ toutes les deux minutes aux arrêts du tronc commun. En dehors du tronc commun, il passe un bus environ toutes les six à huit minutes.

### Tarification

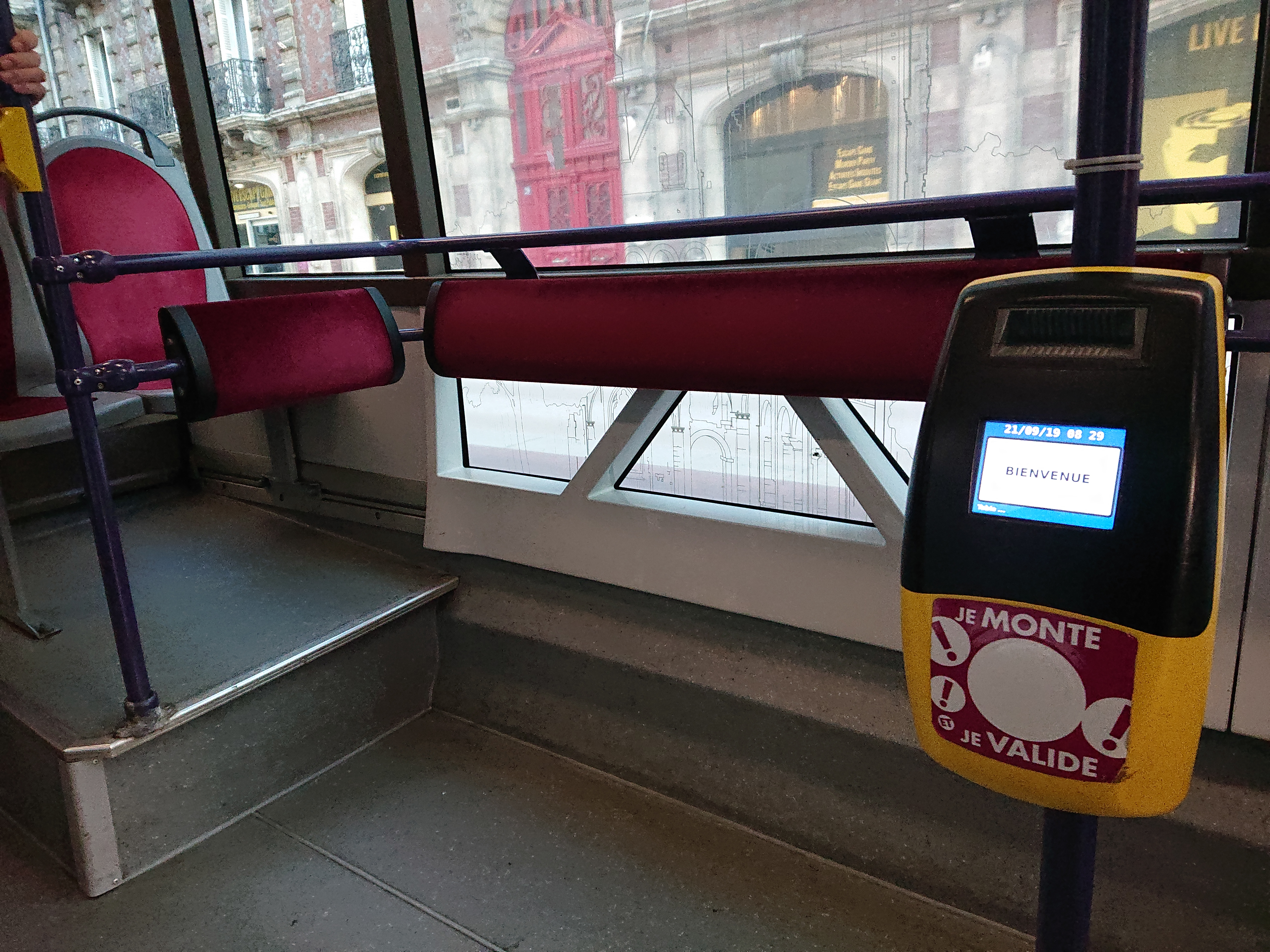
Valideur de titre de transport à bord d'un bus du TEOR.

Le système de tarification se fait sans distinction de zone. La politique tarifaire est déterminée par la Métropole Rouen Normandie, l'autorité organisatrice de la mobilité.
Depuis août 2008, la carte à puce Astuce permet de charger un ou plusieurs titres de transport (quatre par carte au maximum) sur un seul support. Des valideurs sont placés à bord des bus (un valideur à chaque porte) ; pour valider une carte Astuce, il suffit d’approcher la carte à moins de quinze centimètres des bornes, même dans un sac ou une poche. Les titres de transport peuvent également être chargés sur une carte Atoumod, le système billettique régional de la Haute-Normandie.
Il existe également une gamme de dix titres de transport sur support papier pour les voyageurs occasionnels.
Un titre de transport (tickets sous forme papier ou carte à puce Astuce) permet de voyager pendant une heure à partir de la première validation, quelle que soit la distance avec une à six correspondances avec les lignes d'autobus et de tramway.
Deux autres systèmes de titre de transport dématérialisés existent sur le réseau : l'un sous la forme d'un titre SMS (qui fût une première en France) fonctionnant avec l'envoi d'un SMS à un numéro dédié, le montant étant directement débité sur la facture d’opérateur mobile ou décompté de la carte mobile pré-payée de l'usager; l'autre dénommé M-Ticket via l'application mobile My Astuce.
Depuis le 5 septembre 2020, l'usage des transports en commun de l'agglomération rouennaise est gratuit tous les samedis sur l'ensemble du réseau Astuce, conformément à l'une des promesses du maire de Rouen et président de la Métropole Rouen Normandie, Nicolas Mayer-Rossignol. Tout voyageur doit toutefois être muni d’un titre de transport et le valider, sans cependant qu'aucun décompte ne soit opéré.

## Lignes
| Ligne | Caractéristiques | Caractéristiques                                                     | Caractéristiques                                                     | Caractéristiques                                                     | Caractéristiques                                                     | Caractéristiques                                                     | Caractéristiques                                                     | Caractéristiques                                                     | Caractéristiques                                                     |
| T1    | Rouen — CHU Charles Nicolle ⥋ Mont-Saint-Aignan — Mont aux Malades | Rouen — CHU Charles Nicolle ⥋ Mont-Saint-Aignan — Mont aux Malades   | Rouen — CHU Charles Nicolle ⥋ Mont-Saint-Aignan — Mont aux Malades   | Rouen — CHU Charles Nicolle ⥋ Mont-Saint-Aignan — Mont aux Malades   | Rouen — CHU Charles Nicolle ⥋ Mont-Saint-Aignan — Mont aux Malades   | Rouen — CHU Charles Nicolle ⥋ Mont-Saint-Aignan — Mont aux Malades   | Rouen — CHU Charles Nicolle ⥋ Mont-Saint-Aignan — Mont aux Malades   | Rouen — CHU Charles Nicolle ⥋ Mont-Saint-Aignan — Mont aux Malades   | Rouen — CHU Charles Nicolle ⥋ Mont-Saint-Aignan — Mont aux Malades   |
| ----- | --- | -------------------------------------------------------------------- | -------------------------------------------------------------------- | -------------------------------------------------------------------- | -------------------------------------------------------------------- | -------------------------------------------------------------------- | -------------------------------------------------------------------- | -------------------------------------------------------------------- | -------------------------------------------------------------------- |
| T1    | Ouverture / Fermeture Avril 2002 / — | Longueur 7,8 km                                                      | Durée 25 à 30 min                                                    | Nb. d’arrêts 15                                                      | Matériel Heuliez GX 437 Irisbus Citelis 18 Crealis Neo 18            | Jours de fonctionnement L, Ma, Me, J, V, S, D                        | Jour / Soir / Nuit / Fêtes O / O / O / O                             | Voy. / an 4 013 000,                                                 | Exploitant Transdev Rouen                                            |
| T1    | Desserte : - Villes et lieux desservis : Rouen (Hôpital Charles-Nicolle, Faculté de médecine et pharmacie, Hôtel de Région, Place Saint-Marc, Cathédrale Notre-Dame, Théâtre des Arts, Boulevard des Belges, Pasteur, ZAC Luciline, Palais des sports), Mont-Saint-Aignan (Faculté de lettres et sciences humaines, Bibliothèque universitaire, Centre commercial des Coquets). - Stations et gares desservies : C.H.U Charles Nicolle, Martainville, Saint-Marc, République, Cathédrale,Théâtre des Arts. , Belges, pasteur, Lucilline, mont riboudet, Fond du Val, Campus, Place Colbert, Les Coquets, Mont au malades |                                                                      |                                                                      |                                                                      |                                                                      |                                                                      |                                                                      |                                                                      |                                                                      |
| T1    | Autre : - Amplitudes horaires : - Du lundi au vendredi : de 5 h 25 à 2 h 30, avec un passage toutes les 3 à 6 minutes en journée. - Samedi : de 5 h 50 à 2 h 30, avec un passage toutes les 7 minutes en journée. - Dimanches et jours fêtes : de 5 h 35 à 1 h 30 environ. - Arrêts non accessibles aux UFR : Aucun. - Date de dernière mise à jour : 14 mai 2023. |                                                                      |                                                                      |                                                                      |                                                                      |                                                                      |                                                                      |                                                                      |                                                                      |
| T1    | Dernière actualisation : — |                                                                      |                                                                      |                                                                      |                                                                      |                                                                      |                                                                      |                                                                      |                                                                      |
| T2    | Bihorel — Tamarelle ⥋ Notre-Dame-de-Bondeville — Mairie V. Schœlcher | Bihorel — Tamarelle ⥋ Notre-Dame-de-Bondeville — Mairie V. Schœlcher | Bihorel — Tamarelle ⥋ Notre-Dame-de-Bondeville — Mairie V. Schœlcher | Bihorel — Tamarelle ⥋ Notre-Dame-de-Bondeville — Mairie V. Schœlcher | Bihorel — Tamarelle ⥋ Notre-Dame-de-Bondeville — Mairie V. Schœlcher | Bihorel — Tamarelle ⥋ Notre-Dame-de-Bondeville — Mairie V. Schœlcher | Bihorel — Tamarelle ⥋ Notre-Dame-de-Bondeville — Mairie V. Schœlcher | Bihorel — Tamarelle ⥋ Notre-Dame-de-Bondeville — Mairie V. Schœlcher | Bihorel — Tamarelle ⥋ Notre-Dame-de-Bondeville — Mairie V. Schœlcher |
| T2    | Ouverture / Fermeture 12 février 2001 / — | Longueur 15,4 km                                                     | Durée 50 à 55 min                                                    | Nb. d’arrêts 30                                                      | Matériel Heuliez GX 437 Irisbus Citelis 18 Crealis Neo 18            | Jours de fonctionnement L, Ma, Me, J, V, S, D                        | Jour / Soir / Nuit / Fêtes O / O / N / O                             | Voy. / an 5 025 000,                                                 | Exploitant Transdev Rouen                                            |
| T2    | Desserte : - Villes et lieux desservis : Bihorel, Rouen, Déville-lès-Rouen, Maromme, Notre-Dame-de-Bondeville. - Stations et gares desservies : Théâtre des Arts. |                                                                      |                                                                      |                                                                      |                                                                      |                                                                      |                                                                      |                                                                      |                                                                      |
| T2    | Autre : - Amplitudes horaires : - Du lundi au vendredi : de 4 h 30 à 0 h, avec un passage toutes les 5 à 8 minutes en journée. - Samedi : de 5 h à 0 h, avec un passage toutes les 7 à 9 minutes en journée. - Dimanches et fêtes : de 6 h à 23 h. - Arrêts non accessibles aux UFR : Aucun. - Date de dernière mise à jour : 14 mai 2023. |                                                                      |                                                                      |                                                                      |                                                                      |                                                                      |                                                                      |                                                                      |                                                                      |
| T2    | Dernière actualisation : — |                                                                      |                                                                      |                                                                      |                                                                      |                                                                      |                                                                      |                                                                      |                                                                      |
| T3    | Darnétal — Durécu-Lavoisier ⥋ Canteleu — Monet | Darnétal — Durécu-Lavoisier ⥋ Canteleu — Monet                       | Darnétal — Durécu-Lavoisier ⥋ Canteleu — Monet                       | Darnétal — Durécu-Lavoisier ⥋ Canteleu — Monet                       | Darnétal — Durécu-Lavoisier ⥋ Canteleu — Monet                       | Darnétal — Durécu-Lavoisier ⥋ Canteleu — Monet                       | Darnétal — Durécu-Lavoisier ⥋ Canteleu — Monet                       | Darnétal — Durécu-Lavoisier ⥋ Canteleu — Monet                       | Darnétal — Durécu-Lavoisier ⥋ Canteleu — Monet                       |
| T3    | Ouverture / Fermeture 12 février 2001 / — | Longueur 14,2 km                                                     | Durée 45 à 50 min                                                    | Nb. d’arrêts 27                                                      | Matériel Heuliez GX 437 Irisbus Citelis 18 Crealis Neo 18            | Jours de fonctionnement L, Ma, Me, J, V, S, D                        | Jour / Soir / Nuit / Fêtes O / O / N / O                             | Voy. / an 4 225 000,                                                 | Exploitant Transdev Rouen                                            |
| T3    | Desserte : - Villes et lieux desservis : Darnétal, Rouen, Canteleu. - Stations et gares desservies : Théâtre des Arts. |                                                                      |                                                                      |                                                                      |                                                                      |                                                                      |                                                                      |                                                                      |                                                                      |
| T3    | Autre : - Amplitudes horaires : - Du lundi au vendredi : de 4 h 50 à 0 h, avec un passage toutes les 6 à 8 minutes en journée. - Samedi : de 5 h 15 à 0 h. - Dimanches et fêtes : de 6 h 20 à 23 h - Arrêts non accessibles aux UFR : Aucun. - Date de dernière mise à jour : 14 mai 2023. |                                                                      |                                                                      |                                                                      |                                                                      |                                                                      |                                                                      |                                                                      |                                                                      |
| T3    | Dernière actualisation : — |                                                                      |                                                                      |                                                                      |                                                                      |                                                                      |                                                                      |                                                                      |                                                                      |
| T4    | Rouen — Marie Curie - MTC ⥋ Le Grand-Quevilly — Zénith – Parc Expo | Rouen — Marie Curie - MTC ⥋ Le Grand-Quevilly — Zénith – Parc Expo   | Rouen — Marie Curie - MTC ⥋ Le Grand-Quevilly — Zénith – Parc Expo   | Rouen — Marie Curie - MTC ⥋ Le Grand-Quevilly — Zénith – Parc Expo   | Rouen — Marie Curie - MTC ⥋ Le Grand-Quevilly — Zénith – Parc Expo   | Rouen — Marie Curie - MTC ⥋ Le Grand-Quevilly — Zénith – Parc Expo   | Rouen — Marie Curie - MTC ⥋ Le Grand-Quevilly — Zénith – Parc Expo   | Rouen — Marie Curie - MTC ⥋ Le Grand-Quevilly — Zénith – Parc Expo   | Rouen — Marie Curie - MTC ⥋ Le Grand-Quevilly — Zénith – Parc Expo   |
| T4    | Ouverture / Fermeture 25 mai 2019 / — | Longueur 10,6 km                                                     | Durée 29 à 36 min                                                    | Nb. d’arrêts 21                                                      | Matériel Irisbus Citelis 18                                          | Jours de fonctionnement L, Ma, Me, J, V, S, D                        | Jour / Soir / Nuit / Fêtes O / O / N / O                             | Voy. / an 1 643 000,                                                 | Exploitant Transdev Rouen                                            |
| T4    | Desserte : - Villes et lieux desservis : Rouen (Medical Training Center, Hôpital Charles-Nicolle, Lycée Jeanne d'Arc, Conservatoire, Lycée Pierre Corneille, Muséum d'histoire naturelle, Musée des Antiquités, Musée national de l'Éducation, Gare de Rouen-Rive-Droite, Tour Jeanne d'Arc, Musée des Beaux-Arts, Musée de la Céramique, Musée Le Secq des Tournelles, Place du Vieux-Marché, Préfecture, Rectorat, Tribunal administratif, Musée Flaubert, Quais de Seine, Le 106, Hôtel de la Métropole, Caisse d'allocations familiales, Maison d'arrêt), Le Petit-Quevilly, Sotteville-lès-Rouen (Lycée Les Bruyères, Stade Robert Diochon), Le Grand-Quevilly (Parc naturel urbain, Zénith). - Stations et gares desservies : Boulingrin, Beauvoisine, Gare de Rouen-Rive-Droite, Gare-Rue Verte. |                                                                      |                                                                      |                                                                      |                                                                      |                                                                      |                                                                      |                                                                      |                                                                      |
| T4    | Autre : - Amplitudes horaires : - Du lundi au vendredi : de 5 h 40 à 0 h, avec un passage toutes les 8 à 10 minutes en journée. - Samedi : de 6 h 5 à 0 h . - Dimanches et fêtes : de 6 h 45 à 23 h . - Particularités : La ligne est la seule du TEOR à ne pas desservir l'arrêt Théâtre des Arts. Elle permet cependant des correspondances avec la gare et trois stations de « métro » : Boulingrin, Beauvoisine et Gare-Rue Verte. - Arrêts non accessibles aux UFR : Aucun. - Date de dernière mise à jour : 4 septembre 2023. |                                                                      |                                                                      |                                                                      |                                                                      |                                                                      |                                                                      |                                                                      |                                                                      |
| T4    | Dernière actualisation : — |                                                                      |                                                                      |                                                                      |                                                                      |                                                                      |                                                                      |                                                                      |                                                                      |

## Stations

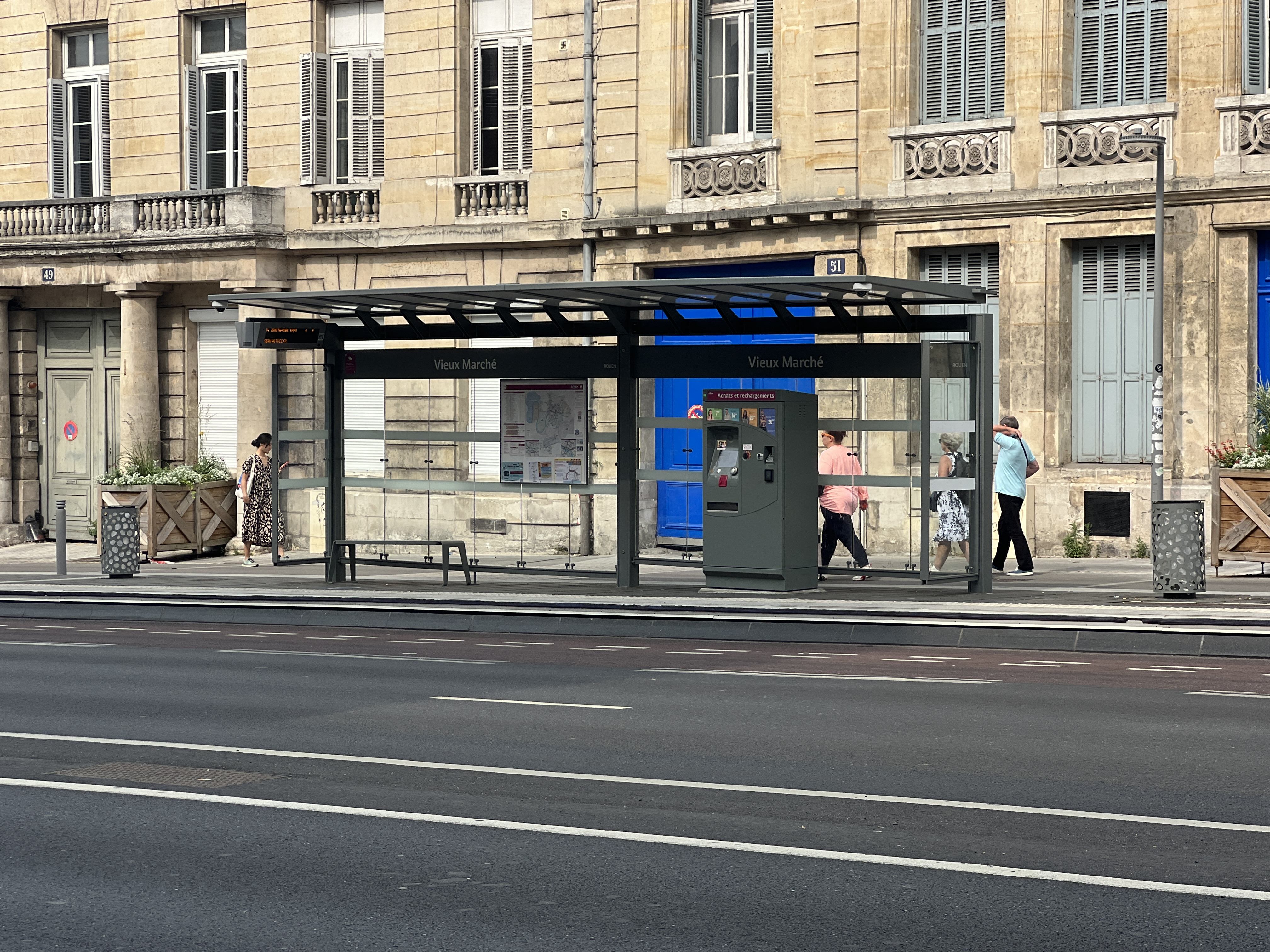
Arrêt Vieux Marché sur la ligne T4.

Le réseau totalise 93 arrêts de 20 ou 35 mètres de long. La hauteur des quais, de 31 cm, permet une meilleure accessibilité aux véhicules. Les quais sont équipés de bordures biaises pour servir de chasse-roue en cas de perte de guidage. En mode nominal, les roues ne touchent pas le trottoir.
Chaque arrêt est équipé :
- d'une aubette de type Abribus de grande capacité avec un ou plusieurs panneaux publicitaires exploités par JCDecaux ;
- d'un panneau à messages variables pour le système d'aide à l'exploitation et à l'information voyageurs ;
- d'un distributeur automatique de titres de transport ;
- de cadres d'informations et de messages commerciaux ;
- de deux caméras de vidéoprotection.

Les rampes d'accès aux quais sont aménagées pour les personnes à mobilité réduite, elles sont présentes à tous les arrêts, tout comme les bandes podotactiles.
L'arrêt Cathédrale a été inauguré le 19 décembre 2008. Il possède un design différent des autres : modélisé par Jean-Pierre Vaysse et Alain Crenon du cabinet d’architecture « Ar. Thème », il évoque l'architecture de la cathédrale Notre-Dame, monument emblématique de la ville.

### Pôle du Mont-Riboudet
Sorti de terre en février 2001, le pôle d'échange du Mont-Riboudet se situe à l'entrée de l'A150 (Barentin - Le Havre), au pied du pont Flaubert. Il permet une correspondance entre les trois lignes TEOR et trois autres lignes régulières (F4, 26, 35, 529 et 530).
Cet arrêt est le plus proche du centre-commercial Docks 76 et du Kindarena, le palais des sports de Rouen.
De par sa proximité avec l'autoroute, le parc relais du Mont-Riboudet permet de garer sa voiture facilement pour prendre l'une des trois lignes TEOR présentes. Constitué de 950 places, le parking est équipé de distributeurs de pass In'Cité. Ce titre de transport à 4 € permet de garer sa voiture au parking et sert de titre de transport pour un aller-retour pour tous les occupants d'une voiture.
Le 8 septembre 2012, cet arrêt a été renommé Mont-Riboudet Kindarena.

## Voirie

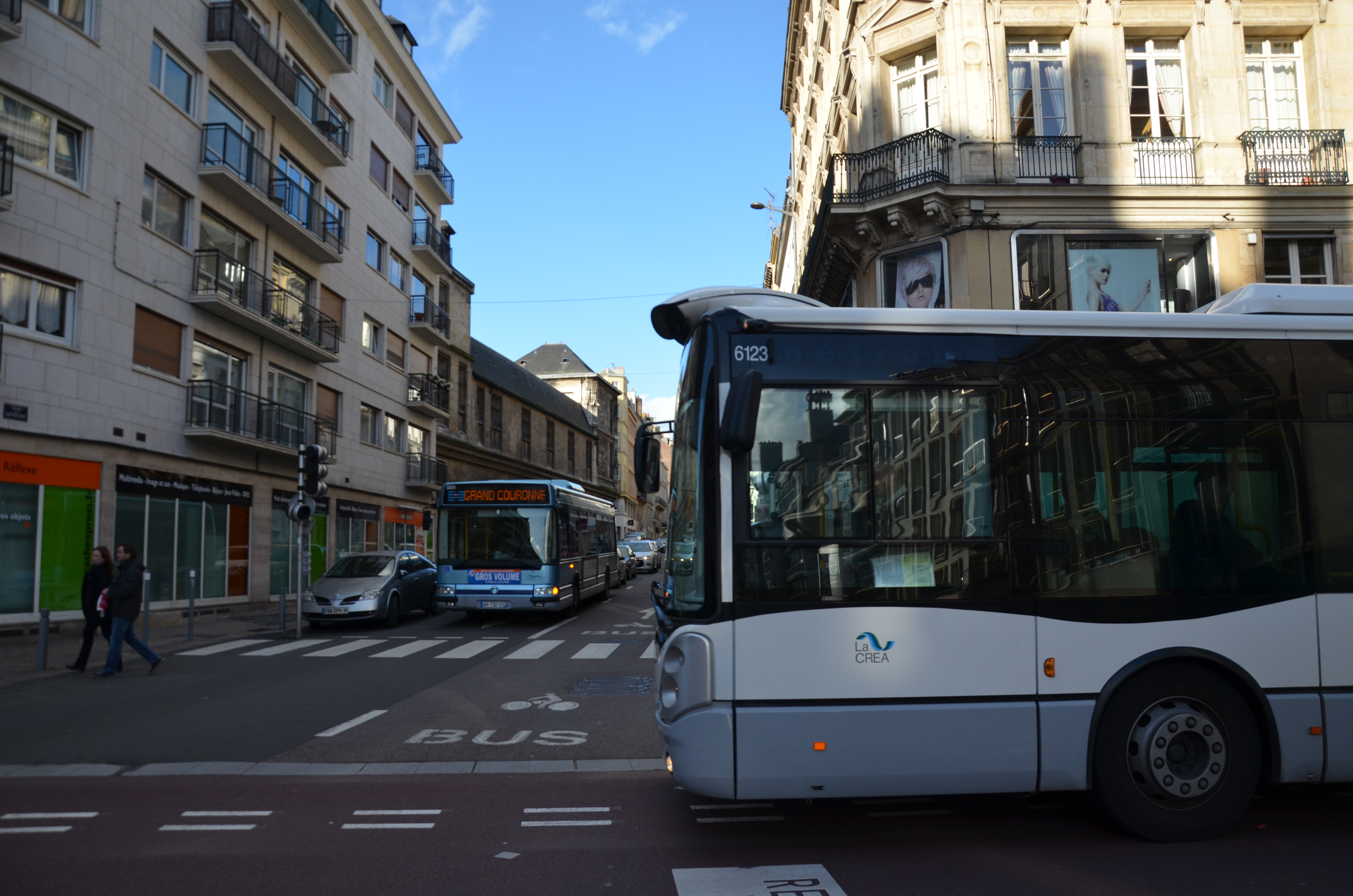
Croisement de bus dans la rue de la République à Rouen, entre site propre et site banalisé.

Il existe trois types de circulation possibles pour les véhicules du réseau TEOR.
- Les sites propres

Les voies à double sens sont réservées exclusivement aux véhicules TEOR, aux véhicules d'intérêt général et aux véhicules du réseau Astuce. Elles sont isolées de la circulation routière par des séparateurs physiques et mesurent 6,20 m de largeur. Ces voies sont prioritaires aux carrefours grâce à un système similaire à la signalisation des tramways et sont interdites d'accès aux cyclistes.
- Les sites réservés

Les voies à double sens ou à sens unique sont réservées aux véhicules TEOR et mesurent 6,20 m de largeur. Elles sont séparées de la circulation routière par une séparation franchissable par les autres véhicules, il est d'ailleurs fréquent que ces derniers croisent la voie TEOR. Cependant les véhicules TEOR sont prioritaires aux carrefours grâce à un système similaire à la signalisation des tramways. Ces voies sont interdites d'accès aux cyclistes. Par exception et depuis le 25 février 2019, les vélos sont autorisés sur une partie de la plateforme TEOR en hyper-centre de Rouen (entre la rue Saint-Eloi à l’angle du quai du Havre jusqu’au bout de la rue Martainville à l’angle du boulevard Gambetta)..
- Les sites banalisés

Les véhicules TEOR circulent sur la chaussée, mêlés à la circulation routière. L'aménagement des arrêts est identique à celui des arrêts en site propre.

## Matériel roulant

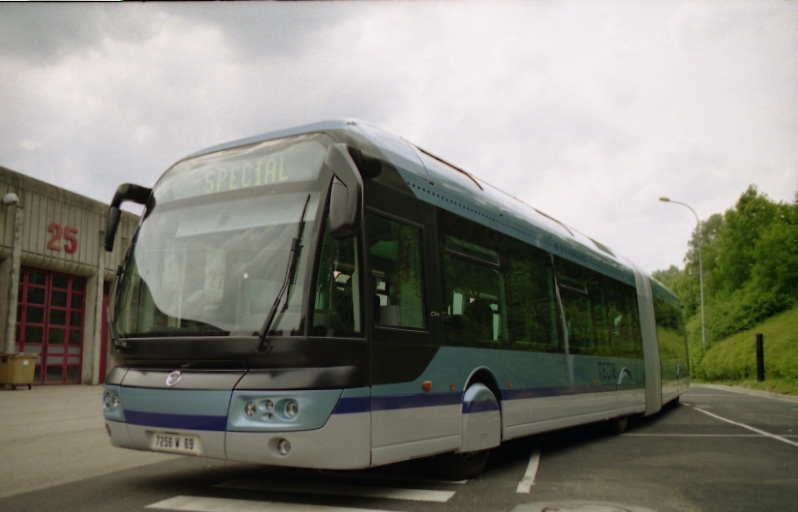
Prototype Irisbus Civis à face avant de Cristalis qui circulait sur le réseau TEOR de 2001 à 2004.

À l'origine du projet, des Irisbus Civis devaient être équipés d'un poste de commande (ou cabine de conduite) central et d'un système de rétrovision par caméra, ce qui pose encore aujourd’hui des problèmes d’homologation. Les tests ne furent pas concluants à cause de multiples problèmes techniques et d'une consommation excessive de carburant (100 L aux 100 km pour le Civis contre 70 L aux 100 km pour un Agora), la Communauté de l'agglomération rouennaise se sépara[Comment ?] des deux prototypes Civis en 2004 et passa commande de 28 Irisbus Crealis 18.
Au total, 58 véhicules parcourent les trois lignes TEOR actuellement en service. Ils sont tous équipés du système de guidage optique Optiguide de Siemens. Chaque véhicule est équipé d'un système de climatisation, d'un dispositif de vidéoprotection et de deux panneaux à messages variables (bornes de système d'aide à l'exploitation et à l'information voyageurs). Tous les véhicules sont à plancher bas intégral pour permettre une meilleure accessibilité aux arrêts.
Jusqu'à la mise en service des Irisbus Crealis en septembre 2012, les véhicules du TEOR se distinguaient des autres lignes de bus par une sérigraphie différente.
Depuis 2018, des Heuliez GX 437 BHNS circulent également sur le réseau.
En septembre 2021, la Métropole Rouen Normandie annonce que l'ensemble de la flotte sera remplacé d'ici 2026 par 76 bus articulés électriques.
Aujourd'hui, les véhicules roulant sur TEOR sont :

### Irisbus Crealis Neo 18

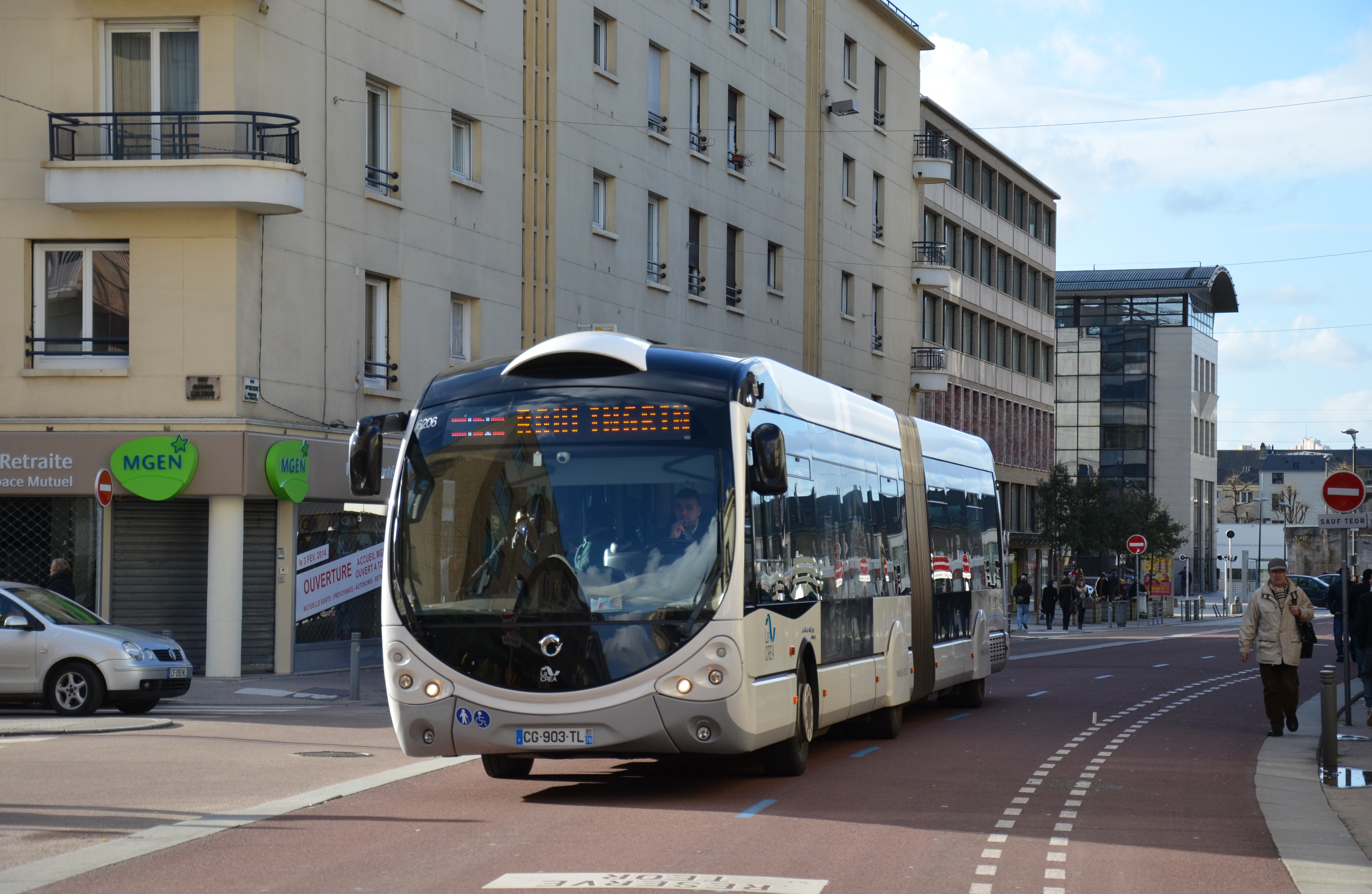
Irisbus Crealis Neo 18 sur la ligne T1.

Depuis septembre 2012, 38 Irisbus Crealis Neo 18 circulent sur les trois lignes TEOR en remplacement des Renault Agora L. L'Irisbus Crealis Neo 18 est un autobus articulé de 18,2 mètres de longueur, de 2,50 mètres de largeur et d’une capacité de 135 personnes, dont 35 assises et 2 places pour fauteuils roulants. Il dispose de quatre portes coulissantes extérieures dont l'accès s'effectue en libre-service.
En plus des deux panneaux à messages variables, ces bus sont équipés de quatre écrans LCD intérieurs diffusant des informations pratiques et des messages commerciaux de Métropole Rouen Normandie et de ses partenaires. Tous les bus sont alimentés en biogazole, sont équipés de filtres à particules et de pots catalytiques de la nouvelle génération (CTR) conformément à la norme environnementale Euro 5. La caméra du système de guidage optique est située dans l'habitacle du véhicule, à la base du pare-brise.
Un exemplaire de ces autobus est équipé d'une motorisation hybride.

### Irisbus Citelis 18

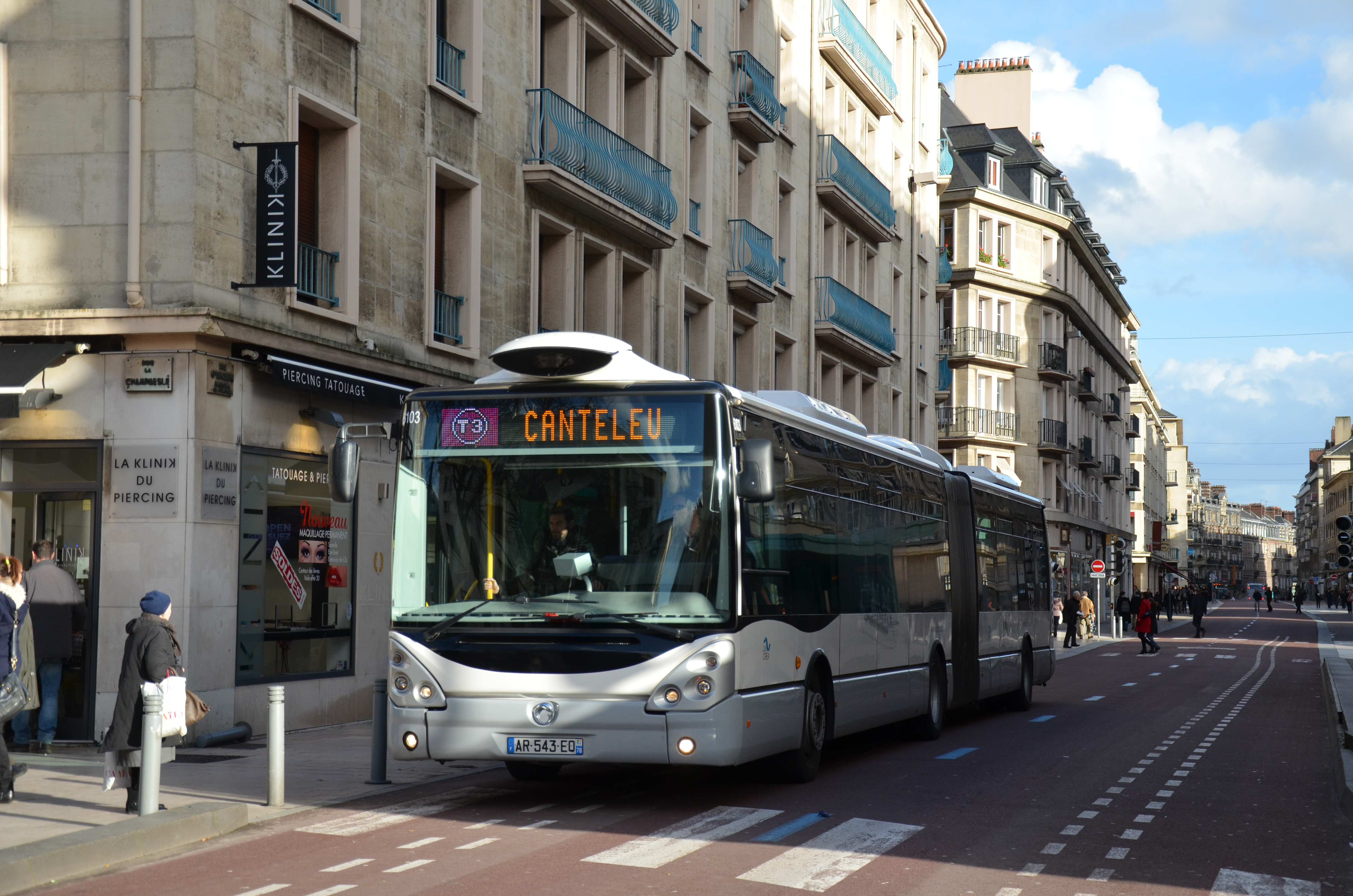
Irisbus Crealis 18 sur la ligne T3.

Le réseau TEOR comporte, depuis 2006, 28 Irisbus Citelis18. L'Irisbus Citelis18 est un autobus articulé de 18 mètres de longueur, de 2,50 mètres de largeur et d'une capacité de 110 personnes, dont 43 assises. Il dispose de quatre portes louvoyantes intérieures dont l'accès s'effectue en libre-service.
Tous les autobus sont alimentés en biogazole, sont équipés de filtres à particules et de pots catalytiques  conformément à la norme environnementale Euro 3. La caméra du système de guidage optique est située hors de l'habitacle, au-dessus du pare-brise.
Depuis leur mise en service en 2006, 2 unités de la série ont été victime d'incendies accidentels et ont été réformés.

### Renault Agora L

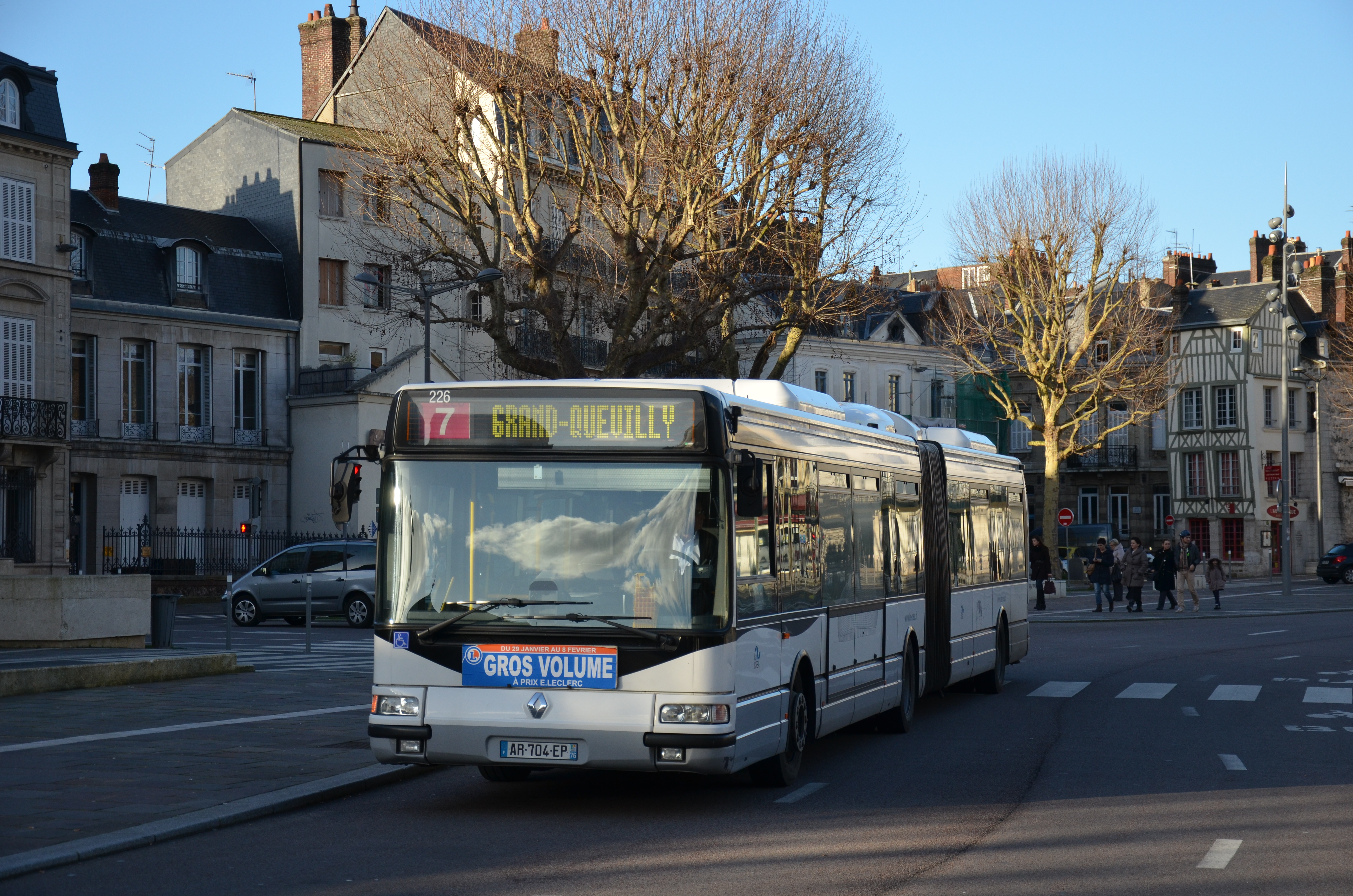
Renault Agora L de la ligne de bus 7 près de l'arrêt Hôtel de Ville.

De 2001 à 2012, 38 Renault Agora L parcouraient les trois lignes TEOR. En 2008, quatre autobus ont été affectés à d'autres lignes régulières nécessitant des bus articulés, réduisant ainsi, l'effectif des Agora sur TEOR à 34 unités. En 2012, les Renault Agora L ont été affectés à d'autres lignes de bus et ont été remplacés par les Irisbus Crealis Neo 18. Depuis 2015, seuls trois Agora circulent encore sur TEOR. À l'été 2018, ils ne sont plus que deux. Aujourd'hui ils ne roulent plus sur le réseau.
Le Renault Agora L est un autobus articulé de 17,8 mètres de longueur, de 2,5 mètres de largeur et d'une capacité de 115 personnes (dont 40 places assises). Tous les véhicules sont alimentés en biogazole, conformément à la norme environnementale Euro 2. Il dispose de quatre portes louvoyantes intérieures dont l'accès s'effectue en libre-service. La caméra du système de guidage optique est située dans l'habitacle du véhicule, à la base du pare-brise.

### Heuliez GX 437 BHNS
Entre mai et aout 2018, 15 Heuliez GX 437 BHNS sont livrés pour l'exploitation de la ligne T4, cependant ils circulent sur toutes les lignes TEOR.
En plus des deux panneaux à messages variables, ces bus sont équipés de quatre écrans LCD intérieurs diffusant des informations pratiques et des messages commerciaux de Métropole Rouen Normandie et de ses partenaires. Tous les bus sont alimentés en biogazole, sont équipés de filtres à particules et de pots catalytiques de la nouvelle génération (CTR) conformément à la norme environnementale Euro 6. La caméra du système de guidage optique est située dans l'habitacle du véhicule, à la base du pare-brise.

## Guidage optique

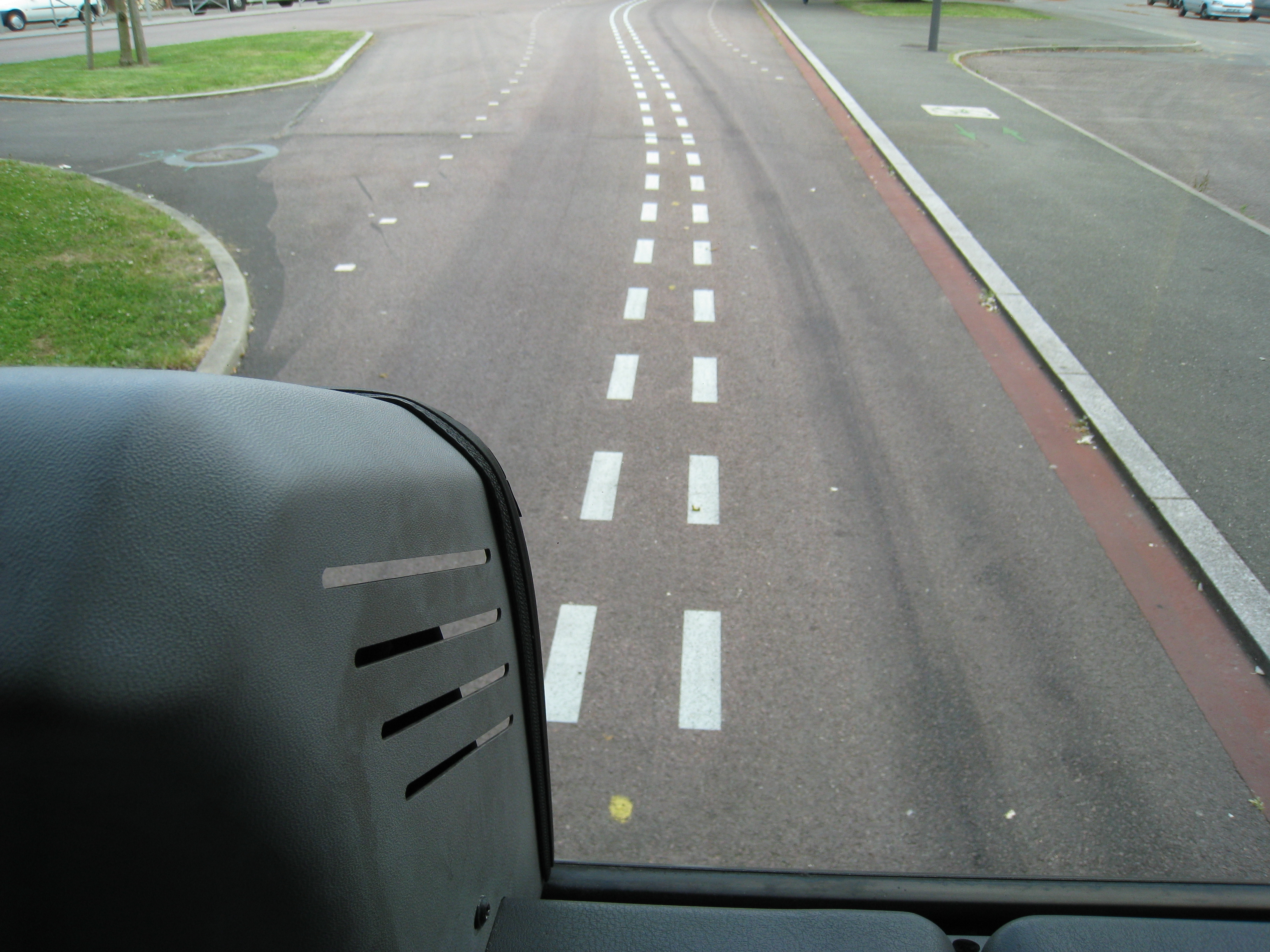
Marquage au sol lu et interprété par le système de guidage optique sur un Renault Agora L.

Le système de guidage optique Optiguide conçu par Matra (aujourd'hui Siemens) a pour rôle d'optimiser l'accessibilité aux arrêts en faisant suivre au véhicule une trajectoire matérialisée par un marquage au sol. Il assure la précision et surtout la régularité de l'accostage pour une bonne accessibilité des voyageurs et des personnes à mobilité réduite.
- Le système de guidage optique est composé d'une caméra numérique (placée derrière le pare-brise pour les Agora, Crealis Neo et GX437 BHNS ou au-dessus du pare-brise pour les Citelis) qui lit sur la chaussée un marquage au sol, fait de peinture routière standard, matérialisant la trajectoire imposée ;
- Un ordinateur de bord analyse la position du véhicule par rapport à la voie et transmet à la colonne de direction les informations nécessaires ;
- L'accostage se fait avec une moyenne de 60 mm d'écart horizontal entre le quai et le véhicule ;
- Il est utilisé uniquement pour l'accostage aux arrêts, le conducteur peut à tout moment passer d'une conduite guidée à une conduite manuelle ;
- Le « rail virtuel » est long d'environ 50 mètres pour l'arrivée aux arrêts, et 50 autres mètres en sortie (variable selon les arrêts) ;
- Lors de l'utilisation du guidage optique, la vitesse maximale est limitée en fonction de la configuration de la station pour des raisons de sécurité ;
- Le risque de panne du guidage optique est très faible (indice de défaut du guidage pendant l’exploitation : 1,97 pour 10 000 accostages aux arrêts. (chiffre de 2006) soit 99,98 % d'efficacité)[21],[22] ;
- Les arrêts Chemin de la Corniche sur la ligne T3[23] ainsi que Piscine Salomon sur la ligne T2 sont les seuls à ne pas être équipés du guidage optique.

## Système d'aide à l'exploitation et à l'information voyageur (SAEIV)
En 2005, la Communauté de l'agglomération rouennaise a lancé un appel d'offres afin de renouveler le système d'aide à l'exploitation et à l'information voyageurs (SAEIV) pour un montant d'environ 10 millions d'euros.
Chaque autobus est équipé d'une borne de SAEIV du fabricant Ineo. Un panneau à messages variables est située à l'avant du véhicule, au milieu du couloir ; le second se situe derrière le soufflet du véhicule. Ces bandeaux SAEIV indiquent : le prochain arrêt, la destination de la ligne, le temps de trajet estimé avant d'atteindre le terminus, l'heure ainsi que des messages d'information en cas de perturbation sur la ligne. À cette borne SAEIV, est ajoutée des haut-parleurs diffusant des annonces vocales (prochain arrêt, destination et messages d'information en cas de perturbation).
L'installation de ce nouveau SAEIV a débuté en 2006 pour s'achever en septembre 2008. Ce système équipe également tous les autres véhicules (tramway et bus) depuis septembre 2008.

## Atelier-dépôt
Les véhicules circulant sur le réseau TEOR sont remisés et entretenus au centre des Deux Rivières à Rouen (à la limite de Darnétal), avec les autres autobus de Métropole Rouen Normandie. Le site accueille également le siège social de TCAR.

## Projets

### Prolongement T4
En mars 2023, la Métropole Rouen Normandie annonce le prolongement de la ligne T4 vers la zone Aubette - Martainville, avec une mise en service prévue pour septembre 2023. Cette seconde phase du prolongement du T4 est estimée à 3 millions d'euros, la première phase consistait à prolonger la ligne du Boulingrin vers le CHU Charles Nicolle.

### Ligne T5
La Métropole Rouen Normandie a lancé en octobre 2021 un dialogue citoyen sur le projet de Nouvelle Ligne de TEOR T5, reliant le Mont-aux-Malades de Mont-Saint-Aignan à la future gare Saint-Sever de Rouen via le Mont-Riboudet et l'écoquartier Flaubert.

### Transformation d'une ligne TEOR en tramway et d'autres lignes BHNS T6 et T7
Il est prévu à terme d'avoir deux autres lignes T6 et T7 qui seront réalisées d'ici 2030
Dans le même temps, il est prévu de reconvertir une ligne TEOR ou deux lignes en tramway,